# Self Control (浅香唯の曲)
「Self Control」（セルフ・コントロール）は、1990年10月31日に発売された浅香唯の19枚目のシングル。

## 解説
- テレビ朝日系深夜番組『こだわりTV PRE★STAGE』のオープニングテーマとして使用された。
- シングルでは、初めて本人作詞の作品。そして、この曲からウィスパー唱法に変更している。
- 同年11月にはこの曲をメインにした初のビデオクリップ集『Self Control』が発売になった。
- 同年12月に発売された、全曲本人作詞を担当したオリジナル・アルバム『NO LOOKIN' BACK』にはRemixで収録されている。
- 作曲を手掛けた鎌田ジョージは、中村あゆみのサポートメンバーであり、中村に多くの楽曲を提供している。
- カップリングの「孤独（ひとり）〜この声が聞こえても〜」では、作曲に初めて辻仁成が起用されている。

## 収録曲
- 両楽曲共に、作詞：浅香唯

1. Self Control
作曲：鎌田ジョージ／編曲：井上鑑
2. 孤独（ひとり）〜この声が聞こえても〜
作曲：辻仁成／編曲：鎌田ジョージ

## 関連作品
- Self Control
  - NO LOOKIN' BACK - Remix
  - Thanks a lot - ボーカル新録
  - シングル・コレクション
  - ANNIVERSARY 2824 （ライブアルバム）
  - 浅香唯大全集 THE COMPLETE BOX
  - CRYSTALS 〜25th Anniversary Best〜
  - 浅香唯 ザ・ベスト
  - 浅香唯 30周年記念コンプリートBOX
  - Self Control （映像作品）

- 孤独 〜この声が聞こえても〜
  - NO LOOKIN' BACK - Remix
  - 浅香唯大全集 THE COMPLETE BOX
  - 浅香唯 30周年記念コンプリートBOX
  - Self Control （映像作品）